# 花条蛇
花条蛇（学名：Psammophis lineolatus）为游蛇科花条蛇属的爬行动物，俗名牛鞭蛇、花长虫、子弹蛇。分布于哈萨克斯坦、吉尔吉斯斯坦、乌兹别克斯坦、塔吉克斯坦、土库曼斯坦、伊朗、巴基斯坦、阿富汗、蒙古以及中国大陆的新疆、甘肃、宁夏等地，一般栖息于沙漠、半沙漠或黄土高原。其生存的海拔范围为900至1100米。

## 保护
本种于2023年被收录入《有重要生态、科学、社会价值的陆生野生动物名录》。